# 해안선 (2002년 대한민국 영화)
《해안선》은 2002년 부산국제영화제에 출품되어, 그해 개봉한 김기덕 감독의 영화이다.

## 캐스팅
- 장동건 : 강한철 상병 역
- 김정학 : 김 상병 역
- 박지아 : 미영 역
- 유해진 : 철구 역
- 정진 : 소초장 역
- 김구택 : 장 하사 역
- 김강우 : 조 일병 역
- 박윤재 : 윤 이병 역
- 김호승 : 서 이병 역
- 김영재 : 의무병 역
- 황태광 : 소초 경비병 1 역
- 심훈기 : 소초 경비병 2 역
- 최민 : 헌병대장 역
- 이갑선 : 헌병 2 역
- 배용근 : 운전병 역
- 인성 : 헌병대장 역
- 정희태 : 대원 7 역
- 지대한 : 군의관 역
- 김미성 : 관광객 여자 1 역
- 박성일 : 강 상병 친구 2 역
- 최성호 : 강 상병 친구 3 역
- 노준호 : 대검에 찔리는 사람 역
- 원덕현 : 어린아이 역
- 김도성 : 해안 마을 경찰 역